# Willem Cornelisz Duyster

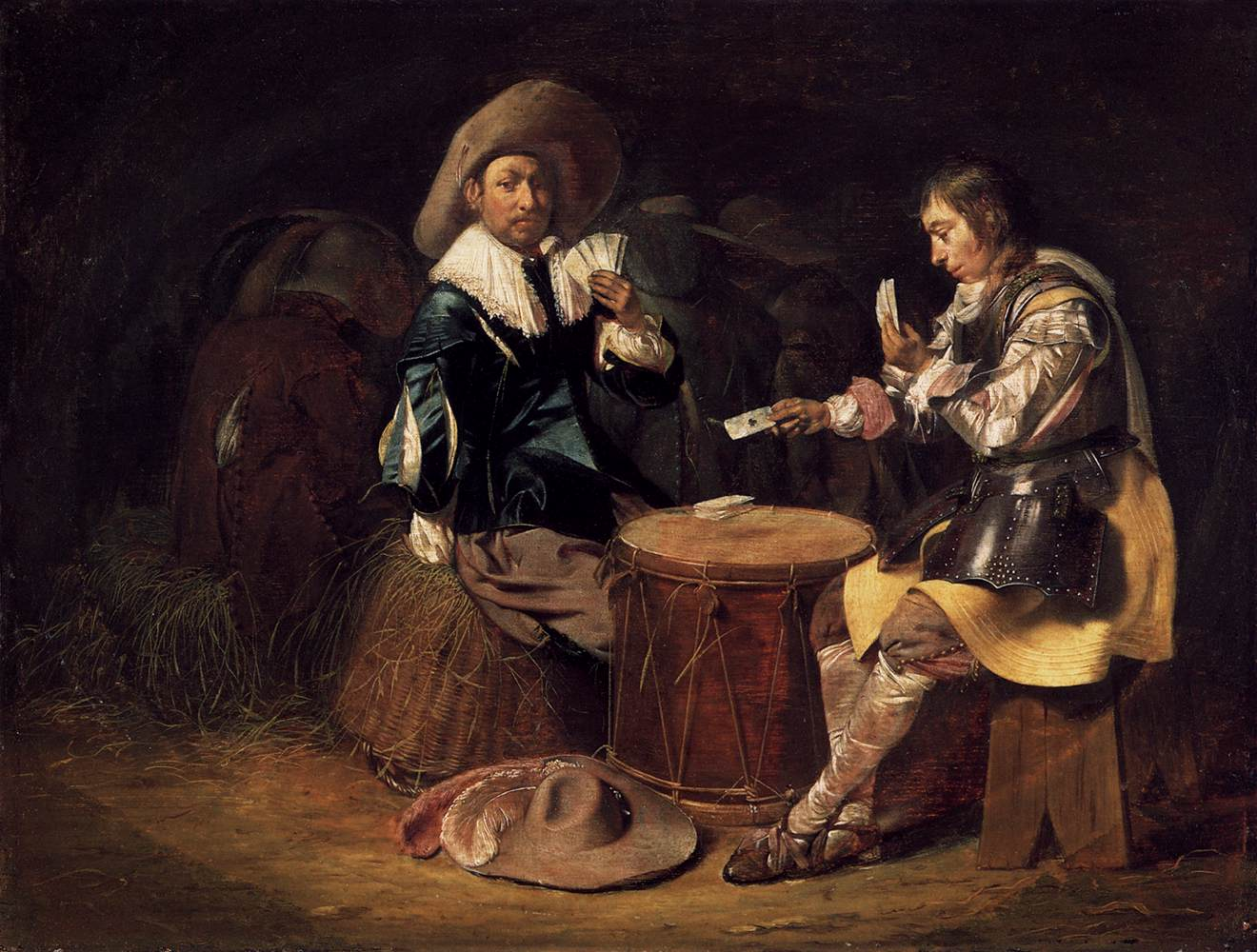
Kortspelande soldater.

Willem Cornelisz Duyster, född 1599 i Amsterdam, död 1635 i Amsterdam, var en nederländsk genremålare under den Nederländska stormaktstiden som specialiserade sig på framställningar av officerssammankomster. Han studerade under Pieter Codde och var genom giftermål släkt med konstnären Simon Kick. Han avled av pesten.